# Natalia Jouravliova
Pour les articles homonymes, voir Jouravliova.
Natalia Jouravliova (en russe : Наталья Журавлёва), née en 1974 à Kirov, est une romancière et poétesse russe.
Élevée par ses grands-parents à Kirov, elle a fait des études de lettres à l'Université de Moscou, où elle a ensuite enseigné la littérature russe. Docteur en littérature et membre du jury Russophonie, elle enseigne actuellement la langue russe. Elle a publié plusieurs articles consacrés à la littérature russe dans des revues moscovites. Elle a également publié des poèmes et des nouvelles. Elle vit à Paris.